# Papiro 16
O Papiro 16  ({\displaystyle {\mathfrak {P}}}16) é um antigo papiro do Novo Testamento que contém fragmentos dos capítulos três e quatro da Epístola aos Filipenses (3:10-17; 4:2-8).